# Abida bigerrensis
Abida bigerrensis ist eine Art der Kornschnecken (Chondrinidae) aus der Unterordnung der Landlungenschnecken (Stylommatophora).

## Merkmale
Das konisch-zylindrische bis spindelförmige Gehäuse ist 5,0 bis 6,6 mm hoch und 2,2 bis 2,6 mm breit (5,5 bis 6,5 mm × 2,3 bis 2,6 mm). Es besitzt 8 bis 9 mäßig bis stark gewölbte Windungen, die zunächst mehr oder weniger regelmäßig zunehmen; der letzte Umgang ist dann häufig wieder etwas schmaler und nahe der Naht leicht geschultert. Das Gehäuse ist braun gefärbt, oft grau angelaufen. Die Oberfläche ist regelmäßig fein bis stark berippt. Der Mundsaum ist mäßig bis stark verdickt und etwas umgeschlagen. Die Mündungsränder sind am Parietalrand durch einen schwachen Kallus miteinander verbunden. Die Mündung ist mit bis zu 12 „Zähnen“ (Falten oder Lamellen) bewehrt. Die angulare Lamelle ist mit der Spirallamelle verbunden. Die unscheinbare subangulare Lamelle ist meist mit der angularen Lamelle verwachsen. Neben der Parietal- und Infraparietallamelle sind oft noch einige Randfältchen vorhanden. Die Spindellamelle reicht nach vorne bis zur Mündungslippe. Etwas kürzer ist die untere Spindellamelle. Die obere Gaumenlamelle, die untere Gaumenlamelle und die infrapalatale Lamelle sind oft zweihöckrig und erreichen ebenfalls vorne die Mündungslippe. Oft ist noch eine Suprapalatale und eine suturale Lamelle angedeutet. Die letzte Windung verengt sich zur Mündung hin, die Mündung ist schief abgeflacht. An der Stelle der oberen Gaumenlamelle ist das Gehäuse etwas eingesenkt und kann eine kurze Spiralfurche bilden. Der Nabel ist eng und von unten betrachtet teilweise zu sehen.
Im männlichen Teil des Geschlechtsapparates ist der Penis länger als die Vagina. Der Epiphallus ist nahezu so lang wie der Penis. Der Samenleiter ist nahezu gerade und im unteren Bereich des Penis mit dem Penisgewebe verwachsen. Penis und Epiphallus bilden somit eine geschlossene Schleife. Ein Blindsack (Caecum oder Flagellum) fehlt oder ist nur andeutungsweise als sehr kleiner Höcker entwickelt. Der Penisretraktormuskel teilt sich in zwei Stränge auf, der eine Strang setzt proximal am Epiphallus, der andere Strang unterhalb der Mitte des Penis an. Im weiblichen Teil des Genitaltraktes ist der freie Eileiter etwas kürzer als die Vagina. Der Stiel der Samenblase ist nahe der Verzweigung Eileiter/Stiel der Samenblase ungefähr anderthalb mal so dick wie der freie Eileiter. Der Stiel ist sehr lang, ist nicht in das Gewebe der Prostatadrüse eingebettet und erreicht die Albumindrüse (Eiweißdrüse).
Die Radula weist in der Halbquerreihe einen Zentralzahn und 16 bis 17 Seitenzähne auf.

## Geographische Verbreitung und Lebensraum
Das Verbreitungsgebiet der Art erstreckt sich von den nördlichen und südlichen Ostpyrenäen bis in das Kantabrische Gebirge (etwa auf die Höhe von Oviedo). Sie lebt auf kalkhaltigen Felsen und Geröll bis in 1400 m über Meereshöhe.

## Taxonomie
Das Taxon wurde im Grunde schon 1837 als Pupa bigoriensis „Mich.“ von  Emil Adolf Roßmäßler aufgestellt. Da Roßmäßler eine Derivatio nominis auf den Fundort Bagnères-de-Bigorre gab, muss der Name nach den Internationalen Regeln für die Zoologische Nomenklatur auf bigorriensis verbessert werden und ist damit ein jüngeres Homonym von Pupa bigorriensis des Moulins, 1836. Alfred Moquin-Tandon änderte 1856 den Namen auf bigerrensis (ohne Derivatio nominis = Namensherkunft); es ist nicht erkennbar ein Ersatzname und muss somit als ein neuer wissenschaftlicher Name gewertet werden (vgl. Welter Schultes). Er darf im Gegensatz dazu aufgrund der fehlenden Derivatio nominis nicht korrigiert werden. Synonyme sind:
- Pupa baillensii var. alba Folin & Berillon, 1877
- Pupa baillensii var. elongata Folin & Berillon, 1877
- Pupa baillensii var. major Folin & Berillon, 1877
- Pupa baillensii Dupuy, 1873
- Pupa bigoriensis Rossmässler, 1837 (non Pupa bigorriensis Des Moulins, 1835, präokk.)
- Pupa ringens var. disjuncta Moquin-Tandon, 1856
- Pupa ringens var. elongata Moquin-Tandon, 1856
- Pupa fagotiana Locard, 1881
- Pupa baillensi var. garumnica Fagot, 1877
- Pupa gourdoniana Fagot, 1882
- Pupa ringens var. pulchella Moquin-Tandon, 1856
- Pupa pyrenaica Boubée, 1833
- Pupa ringens Michaud, 1831 (non Pupa ringens Jeffreys, 1829)
- Pupa ringens var. rossmaessleri Fagot & Nansouty, 1875
- Pupa subringens Fagot, 1891

## Gefährdung
Nach der Einschätzung der International Union for Conservation of Nature and Natural Resources (IUCN) ist die Art nicht gefährdet.

## Belege